# Asplenium murariaeforme
Asplenium murariaeforme är en svartbräkenväxtart som beskrevs av Waisb. Asplenium murariaeforme ingår i släktet Asplenium och familjen Aspleniaceae. Inga underarter finns listade.